# 花とポップス
花とポップス（はなとポップス）は、日本のインディーズレーベル。通称花ポ。

## 概要
「タフな乙女のアパートメント」をキャッチフレーズとしたレコード・レーベルで、代表はシンガーソングライターのつるうちはな。音楽にとどまらず、アクセサリー・イラスト・写真・コラム・料理レシピなど幅広いジャンルで情報発信している。
2016年に設立され、2月に公式サイトが公開された。3月9日に花とポップスからの第1弾リリースとして、つるうちはなのシングル『あいゆうえにい』、Chakiのアルバム『CHAKISM』、あーたのミニ・アルバム『あーた』の3タイトルが同時発売された。
2017年8月13日にクラウドファンディングサイト・CAMPFIREにて「花ポファンクラブ」が始動。
2018年12月に代表のつるうちはなが、2019年に日本コロムビアよりメジャー・デビューすることを発表。これにより、花とポップスはインディーズとメジャーのアーティストが入り交じるレーベルとなった。
設立時から「女性限定」「メンバー制度」などが設けられていたが、2022年5月5日をもってこれらを廃止。これにより「タフな乙女のアパートメント」を解体して、その跡地に「シームレスなクリエイターの広場」を開設。

## 関連アーティスト
ミュージシャン
- つるうちはな（花とポップス代表）
- イナダミホ（花とポップス副代表）
- Nakanoまる
- The Broken TV

クリエイター
- ulab.おざきゆう
- マイクサカスミ／舞草香澄

### 過去に所属していたアーティスト
- Chaki（2016年）
- あーた（2016年 - 2018年）
- 青柳舞（2016年 - 2018年）
- ヒナタとアシュリー（2017年）
- 吉川英里
- はかまたりの
- ねもとわか
- BOKUHIKARU
- サトウトモミ
- オガワマユ
- YURIKO
- AKINA
- A Month of Sundays（活動休止）
- ayumi melody